# Clarques
Clarques est une ancienne commune française située dans le département du Pas-de-Calais en région Nord-Pas-de-Calais, devenue, entre le 1er janvier 2016 et le 2 juin 2020, une commune déléguée de la commune nouvelle de Saint-Augustin.

## Géographie

### Communes limitrophes
| Inghem    | Ecques     |           |
| Herbelles | Clarques   | Rebecques |
|           | Thérouanne | Mametz    |

### Risques naturels et technologiques
Clarques est reconnue en état de catastrophe naturelle à la suite des inondations et coulées de boue du 1er au 3 novembre 2012.

## Toponymie
Le nom de la localité est attesté sous les formes Clarckes en 1194 ; Clarcæ en 1199 ; Clarches en 1228 ; Clarkes en 1235 ; Klarkes en 1247 ; Clarques en 1403 ; Clarquez en 1425 ; Claerkes au xve siècle ; Clarque-lez-Thérouanne en 1739 ; Clarque en 1793 ; Clarques en 1801.
Comme pour la commune de Clerques, Ernest Nègre donne comme origine toponymique l'anthroponyme romain Clarus suivi du suffixe -acum, devenu -acas « domaine (de) », donnant le « domaine de Clarus ». Ici, comme pour les proches communes de Blendecques et Rebecques, le suffixe -(i)acas a subi une évolution phonétique de type flamand en *-ika(s) devenu -eke(s), plus tard francisé en -ecque(s), et où, au stade *Clareques, l'accent a reculé et le e non accentué a été syncopé.
La commune porte le nom de Clarque en picard et Klarke en flamand.

## Histoire
En 1210, des ecclésiastiques d'Arras mettent un point final à un conflit qui s'était élevé entre le chevalier Nicolas, seigneur de Clarkes et le chapitre de Thérouanne au sujet de la dîme de la manse (ferme) de celui-ci. Mais en 1224, il faut de nouveaux arbitres, un chanoine de Thérouanne et le prêtre de l'église Sainte-Aldegonde de Saint-Omer pour terminer une nouvelle contestation entre les mêmes protagonistes; cette fois-ci, l'objet du litige est la possession de 10 mesures de terre (environ 4,5 hectares) situées au « champ du Prêtre ou Champ del Fraidne ».
À la fin du XVIIe siècle, François II de Vos, fils de François Ier de Vos, est seigneur de Clarques et Haigdorne. Originaire de Westphalie, il se met au service de la France à l'âge de 20 ans dans la compagnie des cadets de Douai. Il est blessé au siège de Philippsbourg, nommé capitaine au régiment de Zurlauben en 1692, Les 5 février 1703 et 5 mars 1703, un arrêt du Conseil d'État (Conseil du roi de France) et des lettres patentes reconnaissent son appartenance à la noblesse. Il épouse en 1691 Marie-Françoise-Joseph de Lencquesaing (famille de Lencquesaing) (1666-1732), fille de Jean-Jacques II, receveur des domaines du roi au quartier d'Aire-sur-la-Lys, receveur général des aides d'Artois, mayeur d'Aire, anobli en 1661, seigneur de Laprée sur Quiéstède, et de Marie-Anne Durietz. L'épouse est baptisée à Aire-sur-la-Lys le 20 septembre 1666 et y meurt en 1729, à 62 ans, est enterrée dans la chapelle Notre-Dame de la collégiale Saint-Pierre d'Aire.
Les communes de Clarques (300 habitants, décision du CM en date du 12 novembre 2015) et Rebecques (464 habitants, décision du CM en date du 17 novembre 2015) ont fusionné le 1er janvier 2016, formant la commune nouvelle de Saint-Augustin, permettant une majoration temporaire des dotations d'État, et donc la réalisation de projets qui ont ainsi pu être menés à bien. 
La commune déléguée de Clarques est supprimée par délibération du conseil municipal de la commune nouvelle de Saint-Augustin du 2 juin 2020,.

## Politique et administration
| Période                                  | Période       | Identité        | Étiquette | Qualité                                                                                    |
| ---------------------------------------- | ------------- | --------------- | --------- | ------------------------------------------------------------------------------------------ |
| Les données manquantes sont à compléter. |               |                 |           |                                                                                            |
| mars 1966                                | mars 1980     | Fernand Denuncq |           |                                                                                            |
| mars 1980                                | mars 1994     | Jean Legrain    |           |                                                                                            |
| mars 1994                                | mars 2001     | Henri Jovenin   |           | Retraité de la Sucrerie de Lillers                                                         |
| mars 2001                                | décembre 2015 | René Allouchery | DVD       | Agriculteur Président de la CC de la Morinie (2008 → 2016) Réélu pour le mandat 2014-2020, |

## Démographie

### Évolution démographique
L'évolution du nombre d'habitants est connue à travers les recensements de la population effectués dans la commune depuis 1793. À partir du 1er janvier 2009, les populations légales des communes sont publiées annuellement dans le cadre d'un recensement qui repose désormais sur une collecte d'information annuelle, concernant successivement tous les territoires communaux au cours d'une période de cinq ans. 
Pour les communes de moins de 10 000 habitants, une enquête de recensement portant sur toute la population est réalisée tous les cinq ans, les populations légales des années intermédiaires étant quant à elles estimées par interpolation ou extrapolation. Pour la commune, le premier recensement exhaustif entrant dans le cadre du nouveau dispositif a été réalisé en 2004,.
En 2013, la commune comptait 306 habitants, en évolution de +12,92 % par rapport à 2008 (Pas-de-Calais : +0,78 %, France hors Mayotte : +2,49 %).
| 1793 | 1800 | 1806 | 1821 | 1831 | 1836 | 1841 | 1846 | 1851 |
| ---- | ---- | ---- | ---- | ---- | ---- | ---- | ---- | ---- |
| 270  | 318  | 323  | 342  | 338  | 360  | 381  | 387  | 389  |

| 1856 | 1861 | 1866 | 1872 | 1876 | 1881 | 1886 | 1891 | 1896 |
| ---- | ---- | ---- | ---- | ---- | ---- | ---- | ---- | ---- |
| 365  | 365  | 353  | 337  | 347  | 374  | 363  | 355  | 354  |

| 1901 | 1906 | 1911 | 1921 | 1926 | 1931 | 1936 | 1946 | 1954 |
| ---- | ---- | ---- | ---- | ---- | ---- | ---- | ---- | ---- |
| 310  | 320  | 297  | 310  | 296  | 290  | 291  | 269  | 261  |

| 1962 | 1968 | 1975 | 1982 | 1990 | 1999 | 2004 | 2009 | 2013 |
| ---- | ---- | ---- | ---- | ---- | ---- | ---- | ---- | ---- |
| 274  | 254  | 238  | 206  | 231  | 233  | 254  | 281  | 306  |

### Pyramide des âges en 2007
La population de la commune est relativement jeune. Le taux de personnes d'un âge supérieur à 60 ans (19,2 %) est en effet inférieur au taux national (21,6 %) et au taux départemental (19,8 %).
Contrairement aux répartitions nationale et départementale, la population masculine de la commune est supérieure à la population féminine (52,7 % contre 48,4 % au niveau national et 48,2 % au niveau départemental).
La répartition de la population de la commune par tranches d'âge est, en 2007, la suivante :
- 52,7 % d’hommes (0 à 14 ans = 17,6 %, 15 à 29 ans = 20,9 %, 30 à 44 ans = 21,6 %, 45 à 59 ans = 22,3 %, plus de 60 ans = 17,6 %) ;
- 47,3 % de femmes (0 à 14 ans = 21,1 %, 15 à 29 ans = 13,5 %, 30 à 44 ans = 21,8 %, 45 à 59 ans = 22,6 %, plus de 60 ans = 21,1 %).

| Hommes | Classe d’âge | Femmes |
| ------ | ------------ | ------ |
| 0,7    | 90 ans ou +  | 0,8    |
| 4,7    | 75 à 89 ans  | 6,0    |
| 12,2   | 60 à 74 ans  | 14,3   |
| 22,3   | 45 à 59 ans  | 22,6   |
| 21,6   | 30 à 44 ans  | 21,8   |
| 20,9   | 15 à 29 ans  | 13,5   |
| 17,6   | 0 à 14 ans   | 21,1   |

| Hommes | Classe d’âge | Femmes |
| ------ | ------------ | ------ |
| 0,2    | 90 ans ou +  | 0,8    |
| 5,1    | 75 à 89 ans  | 9,1    |
| 11,1   | 60 à 74 ans  | 12,9   |
| 21,0   | 45 à 59 ans  | 20,1   |
| 20,9   | 30 à 44 ans  | 19,6   |
| 20,4   | 15 à 29 ans  | 18,5   |
| 21,3   | 0 à 14 ans   | 18,9   |

## Culture locale et patrimoine

### Lieux et monuments

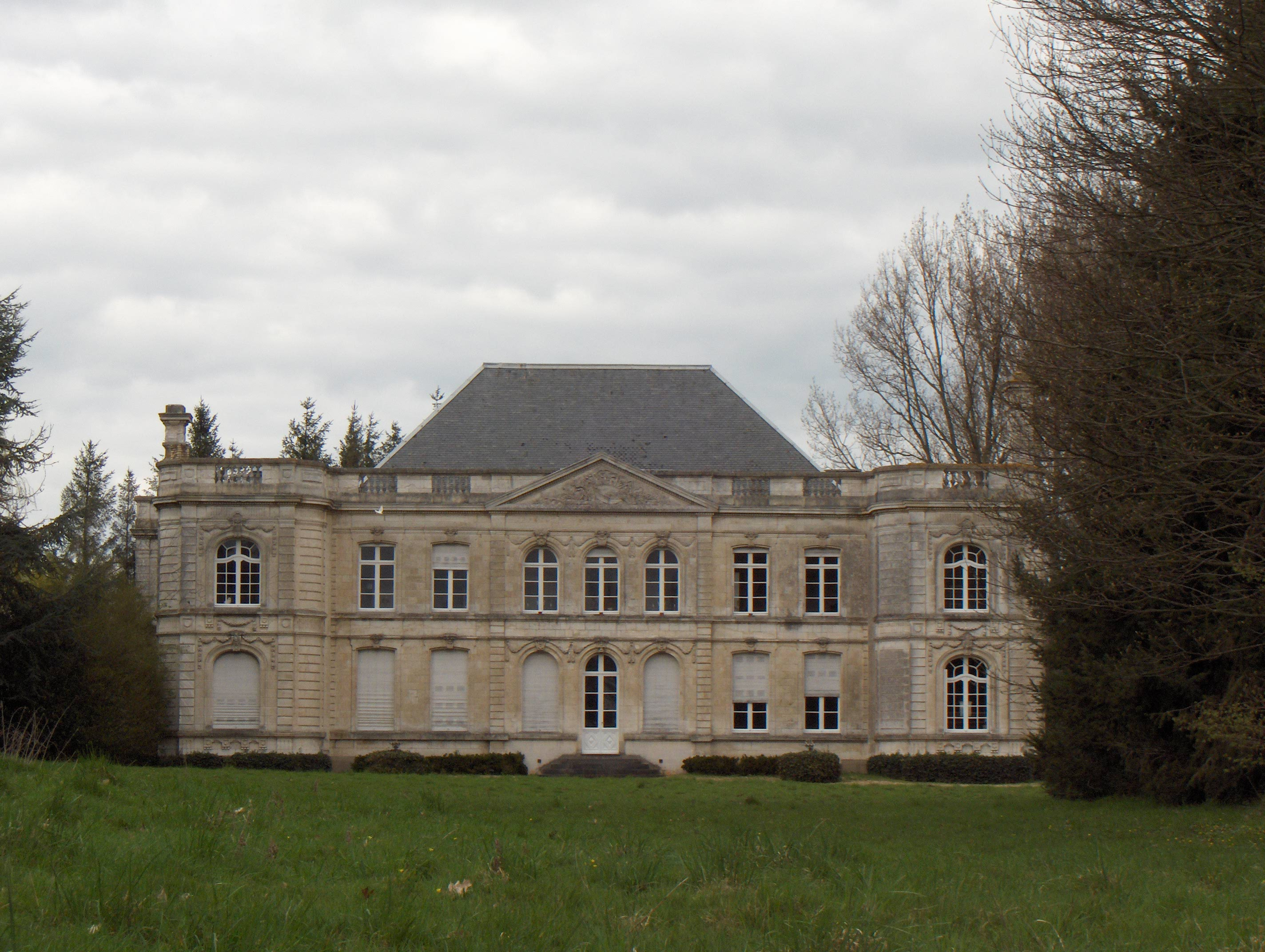
Le château.

- Clarques possède un château des XVIIIe et XXe siècles, Le château de Clarques :
Le château actuel est construit au début des années 1780 par Augustin Titelouze de Gournay, mousquetaire du roi, bien avant son mariage avec Marie-Thérèse de Feuchin, qui est célébré en 1788 à Saint-Omer. Il n'est achevé qu'après la Révolution française.
La demeure est considérablement agrandie en 1905 par Joseph de Gournay sur les plans de l'architecte lillois Vilain en ajoutant deux grandes ailes en saillie.
- L'église Saint-Martin, rénovée en 2020 après 5 ans de travaux[21].
- La statue de Saint-Martin, érigée en 1849 par la piété et la générosité de la famille Titelouze de Gournay, et dont la tête en bronze avait été volée durant la Seconde Guerre mondiale, mais reconstituée dans les années 1990.
- Clarques a donné son nom à l'abbaye Saint-Augustin, aujourd'hui disparue. L'institution possédait un refuge à Aire-sur-la-Lys.
- Monument funéraire de la comtesse de Montbrun, née Briansiaux (1811-1883) dans le cimetière.

### Héraldique

Armes de l'ancienne abbaye de Saint-Augustin-de-Clarques.

| Blason de Clarques | Blason  | Taillé : au 1er d'azur à une crosse d'or, au 2d d'or à un château de deux tours couvertes et donjonné d'une tourelle couverte aussi, le tout d'azur. |
| Blason de Clarques | Détails | La commune a repris les couleurs des armes de l'abbaye de Saint-Augustin, également représentée par la crosse. Le château évoque l'ancien château fortifié de la famille de Croÿ, près duquel le village a été reconstruit après sa destruction complète en 1553, comme Thérouanne, sur ordre de Charles Quint. Adopté par la municipalité en 1996. |